# Per-Olof Östrand
Per-Olof Östrand, né le 13 juin 1930 et décédé le 26 octobre 1980, est un ancien nageur suédois.

## Palmarès

### Jeux olympiques
- Jeux olympiques d'été de 1952 à Helsinki 
  -  Médaille de bronze sur 400 m nage libre.

### Championnats d'Europe
- Championnats d'Europe 1947 à Roquebrune-Cap-Martin ( France)
  -  Médaille d'or du relais 4 × 200 m nage libre.
- Championnats d'Europe 1950 à Vienne ( Autriche)
  -  Médaille d'or du relais 4 × 200 m nage libre.
- Championnats d'Europe 1954 à Turin ( Italie)
  -  Médaille de bronze du 400 m nage libre.